# Corbelin (Isèra)
Corbelin és un municipi francès situat al departament de la Isèra i a la regió d'Alvèrnia-Roine-Alps. L'any 2007 tenia 2.039 habitants.

## Demografia

### Població
El 2007 la població de fet de Corbelin era de 2.039 persones. Hi havia 819 famílies de les quals 218 eren unipersonals (93 homes vivint sols i 125 dones vivint soles), 254 parelles sense fills, 282 parelles amb fills i 65 famílies monoparentals amb fills.
La població ha evolucionat segons el següent gràfic:
Habitants censats

### Habitatges
El 2007 hi havia 972 habitatges, 823 eren l'habitatge principal de la família, 88 eren segones residències i 61 estaven desocupats. 824 eren cases i 146 eren apartaments. Dels 823 habitatges principals, 618 estaven ocupats pels seus propietaris, 191 estaven llogats i ocupats pels llogaters i 14 estaven cedits a títol gratuït; 6 tenien una cambra, 48 en tenien dues, 99 en tenien tres, 203 en tenien quatre i 467 en tenien cinc o més. 575 habitatges disposaven pel capbaix d'una plaça de pàrquing. A 355 habitatges hi havia un automòbil i a 388 n'hi havia dos o més.

### Piràmide de població
La piràmide de població per edats i sexe el 2009 era:
| Homes | Edats   | Dones |
| ----- | ------- | ----- |
| 0     | 95 o +  | 0     |
| 0     | 90 a 94 | 24    |
| 0     | 85 a 89 | 8     |
| 12    | 80 a 84 | 8     |
| 28    | 75 a 79 | 36    |
| 68    | 70 a 74 | 68    |
| 48    | 65 a 69 | 76    |
| 32    | 60 a 64 | 36    |
| 56    | 55 a 59 | 24    |
| 52    | 50 a 54 | 52    |
| 68    | 45 a 49 | 68    |
| 52    | 40 a 44 | 68    |
| 68    | 35 a 39 | 72    |
| 48    | 30 a 34 | 48    |
| 60    | 25 a 29 | 56    |
| 72    | 20 a 24 | 32    |
| 64    | 15 a 19 | 60    |
| 52    | 10 a 14 | 52    |
| 56    | 5 a 9   | 40    |
| 28    | 0 a 4   | 64    |

## Economia
El 2007 la població en edat de treballar era de 1.280 persones, 973 eren actives i 307 eren inactives. De les 973 persones actives 882 estaven ocupades (495 homes i 387 dones) i 89 estaven aturades (33 homes i 56 dones). De les 307 persones inactives 107 estaven jubilades, 92 estaven estudiant i 108 estaven classificades com a «altres inactius».

### Ingressos
El 2009 a Corbelin hi havia 828 unitats fiscals que integraven 2.104 persones, la mediana anual d'ingressos fiscals per persona era de 18.321 €.

### Activitats econòmiques
Dels 89 establiments que hi havia el 2007, 2 eren d'empreses extractives, 2 d'empreses alimentàries, 10 d'empreses de fabricació d'altres productes industrials, 7 d'empreses de construcció, 18 d'empreses de comerç i reparació d'automòbils, 2 d'empreses de transport, 4 d'empreses d'hostatgeria i restauració, 7 d'empreses d'informació i comunicació, 4 d'empreses financeres, 2 d'empreses immobiliàries, 9 d'empreses de serveis, 13 d'entitats de l'administració pública i 9 d'empreses classificades com a «altres activitats de serveis».
Dels 14 establiments de servei als particulars que hi havia el 2009, 1 era una oficina de correu, 2 tallers de reparació d'automòbils i de material agrícola, 1 guixaire pintor, 1 fusteria, 2 lampisteries, 1 electricista, 4 perruqueries, 1 restaurant i 1 saló de bellesa.
Dels 6 establiments comercials que hi havia el 2009, 2 eren fleques, 2 carnisseries, 1 una botiga d'equipament de la llar i 1 una botiga d'electrodomèstics.
L'any 2000 a Corbelin hi havia 24 explotacions agrícoles que ocupaven un total de 600 hectàrees.

## Equipaments sanitaris i escolars
L'únic equipament sanitari que hi havia el 2009 era una farmàcia.
El 2009 hi havia 2 escoles elementals.

## Poblacions més properes
El següent diagrama mostra les poblacions més properes.